# Jens Gaiser
Jens Gaiser (Freudenstadt, 15 agosto 1978) è un ex combinatista nordico tedesco.

## Biografia
In Coppa del Mondo esordì il 14 marzo 1998 a Oslo (13°) e ottenne l'unico podio il 9 gennaio 2002 in Val di Fiemme (3°).
In carriera prese parte a due edizioni dei Giochi olimpici invernali, Salt Lake City 2002 (19° nella sprint) e Torino 2006 (2° nella gara a squadre), e a due dei Campionati mondiali (6° nella gara a squadre a Trondheim 1997 e a Ramsau am Dachstein 1999 i migliori risultati).

## Palmarès

### Olimpiadi
- 1 medaglia:
  - 1 argento (gara a squadre a Torino 2006)

### Mondiali juniores
- 1 medaglia:
  - 1 argento (gara a squadre a Canmore 1997)

### Coppa del Mondo
- Miglior piazzamento in classifica generale: 15º nel 2006
- 1 podio (a squadre):
  - 1 terzo posto